# Хісамутдінов Ахмеджан Хісамутдінович
Ахмеджан Хісамутдінович Хісамутдінов (1932, місто Ріштан, тепер Ферганської області, Узбекистан — 3 серпня 2015, Таджикистан) — радянський таджицький державний діяч, 1-й секретар Кулябського обласного комітету КП Таджикистану, голова Державного комітету Таджицької РСР з лісового господарства. Депутат Верховної ради Таджицької РСР 8-го та 11-го скликань. Депутат Верховної Ради СРСР 9—10-го скликань.

## Життєпис
Народився в родині службовця.
У 1952 році закінчив Таджицький державний сільськогосподарський інститут.
У 1952 році — дільничний агроном Четпутинської машинно-тракторної станції (МТС).
З 1952 до 1955 року служив у Радянській армії.
Член КПРС з 1953 до 1991 року.
У 1955—1956 роках — інструктор Регарського районного комітету КП Таджикистану по зоні МТС; секретар партійної організації колгоспу Регарського району.
У 1956—1959 роках — 1-й секретар Регарського районного комітету ЛКСМ Таджикистану.
У 1959—1962 роках — заступник завідувача відділу комсомольських органів ЦК ЛКСМ Таджикистану.
У 1962—1964 роках — секретар ЦК ЛКСМ Таджикистану — завідувач відділу комсомольських органів ЦК ЛКСМ Таджикистану.
У 1964—1966 роках — начальник Регарського районного виробничого управління сільського господарства Таджицької РСР.
У 1966—1968 роках — слухач Вищої партійної школи при ЦК КПРС у Москві.
У 1968—1969 роках — голова організаційного бюро ЦК КП Таджикистану по Совєтському району.
У 1969—1972 роках — 1-й секретар Совєтського районного комітету КП Таджикистану.
У 1972—1974 роках — 1-й секретар Пянджського районного комітету КП Таджикистану.
У лютому 1974 — 29 жовтня 1983 року — 1-й секретар Кулябського обласного комітету КП Таджикистану.
У 1983—1985 роках — голова Державного комітету Таджицької РСР з лісового господарства.
У 1985—1988 роках — 1-й секретар Ісфаринського міського комітету КП Таджикистану.
У 1988—1990 роках — заступник голови Державного планового комітету Таджицької РСР.
У 1991—2001 роках — начальник управління сільського господарства, заступник голови хукумату Шахрінавського району Республіки Таджикистан.
Потім — на пенсії.
Помер 3 серпня 2015 року.

## Нагороди та звання
- орден Жовтневої Революції
- орден Трудового Червоного Прапора
- орден «Знак Пошани»
- три медалі
- чотири Почесні грамоти Президії Верховної ради Таджицької РСР